# Puricelli (Familie)
Puricelli ist der Name einer Industriellenfamilie aus Rheinböllen und Bad Kreuznach. Die Nachfahren des italienischen Einwanderers Giacomo Antonio Puricelli leiteten ab 1791 das Eisenwerk Rheinböllener Hütte und hatten über Jahrzehnte großen Einfluss auf die Entwicklung des Wirtschaftslebens im östlichen Hunsrück und an der unteren Nahe. Neben ihrem Engagement in der Stahlbranche kamen die Puricellis auch als Eigentümer von Gaswerken zu Wohlstand. Einige Mitglieder der streng katholischen Familie widmeten sich dem Bau und Erhalt von Kapellen und Kirchen in der Region und machten bedeutende Stiftungen wie das Puricelli-Stift.

## Die Anfänge

Eugénie und Franziska Puricelli (rechts im Bild) sind heute die bekanntesten Mitglieder der Familie

Giacomo Antonio Puricelli (* 1719) war um 1750 vom Comer See in Italien nach Deutschland eingewandert. Sein Sohn Carl I. Wilhelm Anton Puricelli (1766–1805) heiratete 1791 Johanna Magarethe, geborene Utsch (1766–1860). Sie und ihr Bruder Carl Theodor Utsch (1769–1860) erbten von ihrem Vater Friedrich Wilhelm Utsch (1732–1795)  das Eisenwerk Rheinböllener Hütte, welcher kurz vor seinem Tod, im Jahr 1794,  die Leitung des Unternehmens seinem Sohn Carl Theodor Utsch und seinem Schwiegersohn Carl I. Wilhelm Anton Puricelli übertrug. Da Carl Theodor Utsch unverheiratet und kinderlos blieb, ging die Leitung des Eisenwerks in der nächsten Generation an die drei Söhne von Carl I. Wilhelm Anton und Johanna Magarethe Puricelli. Friedrich Ludwig (1792–1880), Carl II. Theodor (1794–1872) und Heinrich I. Puricelli (1797–1876) leiteten die Rheinböllerhütte gemeinsam.

## Die Blütezeit
Die drei Brüder hatten wiederum Kinder, die ebenfalls als erfolgreiche Unternehmer tätig waren oder bedeutende Stifter wurden. So übernahm der Sohn von Friedrich Ludwig, Hermann Puricelli (1822–1897), die Leitung der Rheinböllerhütte. Der Sohn von Carl II. Theodor, Carl III. Wilhelm Puricelli (1824–1911), war Eigentümer mehrerer Gaswerke. Heinrich I. hatte drei Kinder: Den Sohn Eduard Puricelli (1826–1893), der ebenfalls Eigentümer von Gaswerken war und zum Abgeordneten des Reichstags des Norddeutschen Bundes gewählt wurde, sowie die Töchter Franziska (1830–1896) und Eugénie Puricelli (1840–1862). Nach dem frühen Tod von Eugénie im Alter von nur 21 Jahren wurde aus ihrem Nachlass und zu ihrer Erinnerung von der Familie das Puricelli-Stift in Rheinböllen gegründet.

## Immobilien und Stiftungen

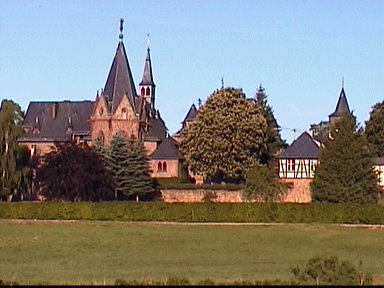
Das Puricelli-Stift in Rheinböllen

Das bekannteste Bauwerk, das auf die Familie Puricelli zurückgeht, ist das Puricelli-Stift in Rheinböllen, für das ab 1862 zunächst ein Waisenhaus errichtet wurde. 1887 und 1888 kamen ein Krankenhaus und eine Kapelle hinzu. Die Hauptstifterinnen Eugénie und Franziska Puricelli sind noch heute über dem Hauptportal der Kapelle gemeinsam mit der Muttergottes und dem Jesuskind zu sehen. Heute beherbergt das Puricelli-Stift eine Einrichtung der Eingliederungshilfe für Erwachsene ab 40 Jahre mit einer geistigen oder psychischen Erkrankung.
Von der Familie Puricelli gestiftet und nach Franziska Puricelli benannt ist auch das 1909/1910 gegründete St.-Franziska-Stift in Bad Kreuznach, das ursprünglich ein Frauenkrankenhaus war. Heute befindet sich darin eine Fachklinik für psychosomatische Erkrankungen.

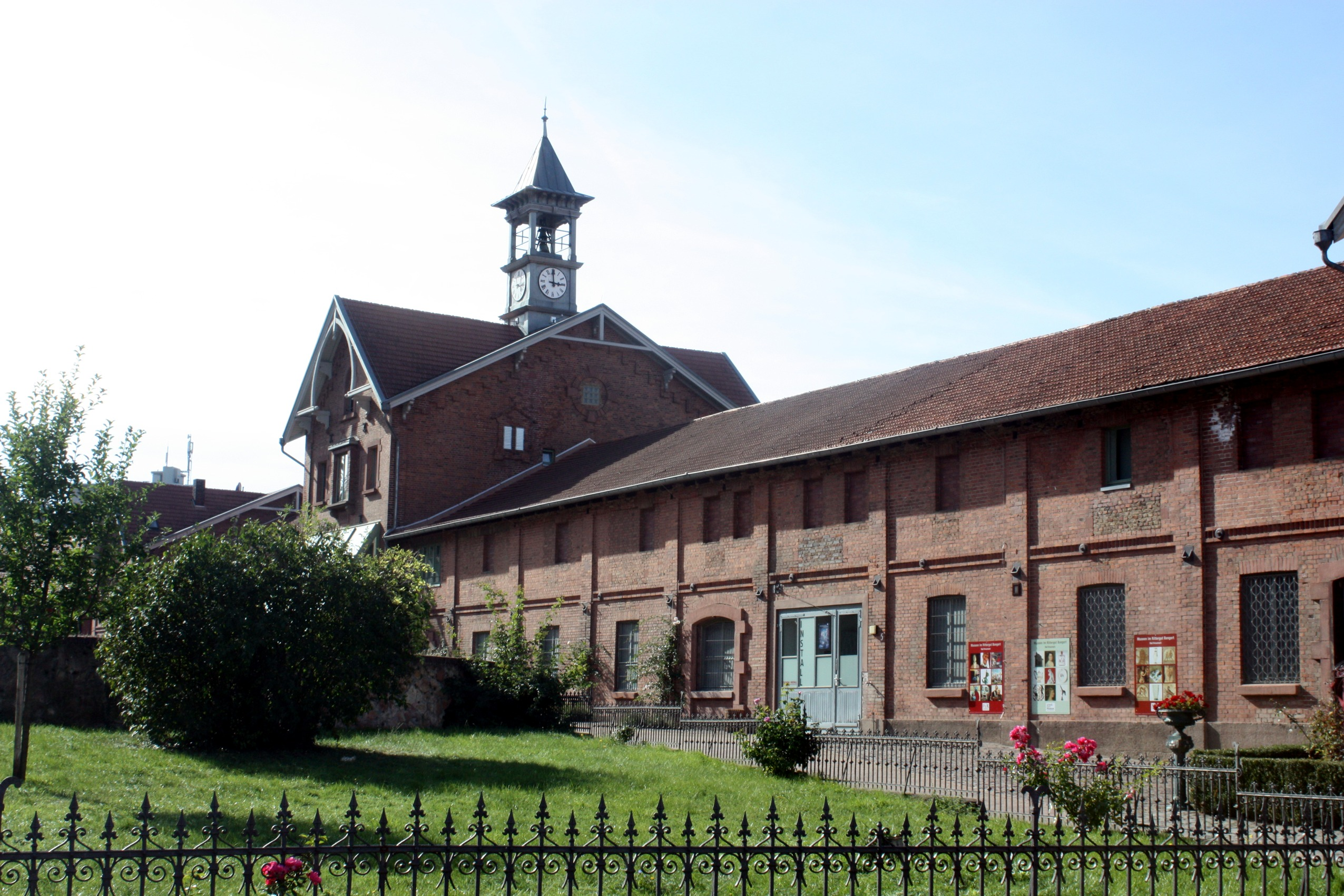
Das Rittergut Bangert, das auch Puricelli-Schloss genannt wird

1881 erwarben Carl III. Wilhelm und Franziska Puricelli für ihren Sohn Heinrich II. Puricelli (* 1852) das Rittergut Bangert in Bad Kreuznach, das aufwändig umgestaltet und seither auch Puricelli-Schloss genannt wurde. Auf dem Anwesen wurde ein zweigeschossiger Flügelbau neu errichtet und ein Englischer Landschaftsgarten mit Weiher und exotischen Bäumen angelegt. Heinrich II. machte aus dem Rittergut ein angesehenes Mustergut. Carl III. errichtete 1878 die Karlsburg (Seibersbach) als künstliche Ruine.
Darüber hinaus tragen das Palais Puricelli von 1789 in Bingen am Rhein, die Villa Plettenberg-Puricelli von 1877 in Bretzenheim und das Haus Puricelli von 1905 in Düsseldorf den Namen der Familie. Auch die Puricelli-Realschule in Rheinböllen ist nach der Industriellenfamilie benannt. Außerdem gibt es in Bingen einen Carl-Puricelli-Platz und einen Kirsch-Puricelli-Platz, in Bad Kreuznach und in Rheinböllen sind Straßen nach Franziska Puricelli benannt.

## Weitere wichtige Familienmitglieder
- Clara Kirsch-Puricelli (geb. Gräfin von Matuschka-Greiffenclau zu Vollrads, 1902–1993), verheiratet mit Paul Kirsch-Puricelli, letzte Namensträgerin in Deutschland
- Elisabeth Susanne Puricelli (geb. Piecq, 1833–1898), seit 1855 verheiratet mit Hermann Puricelli
- Elisabeth Reichsgräfin von Plettenberg (geb. Puricelli, 1892–1995), Tochter von Paul Puricelli
- Eugenia Puricelli (geb. Traschier, 1807–1873), verheiratet mit Heinrich I. Puricelli
- Hyacinthe Gertrud Puricelli (geb. Reckling, 1832–1899), verheiratet mit Eduard Puricelli
- Maria Helena Henrietta Brigitta Puricelli (1855–1936), Tochter von Eduard Puricelli, seit 1880 verheiratet mit Clemens Freiherr von Schorlemer-Lieser
- Nikolaus Kirsch-Puricelli (1866–1936), Baron, deutscher Industrieller, verheiratet mit Olga Kirsch-Puricelli (geb. Puricelli), beide Besitzer von Burg Reichenstein (Mittelrhein)
- Olga Kirsch-Puricelli (1857–1935), Tochter von Hermann und Elisabeth Susanne Puricelli, verheiratet mit Nikolaus Kirsch-Puricelli
- Paul Puricelli (1862–1893), deutscher Industrieller (Rheinböllerhütte), Sohn von Hermann und Elisabeth Susanne Puricelli, verheiratet mit der Kunstsammlerin Elodie Puricelli (1869–1948), Tochter des Koblenzer Bankiers Clemens[4][5]
- Paul Kirsch-Puricelli (1896–1974), Sohn von Olga und Nikolaus Kirsch-Puricelli, verheiratet mit Clara Kirsch-Puricelli (geb. Gräfin von Matuschka-Greiffenclau zu Vollrads)